# 京都府立丹波支援学校
京都府立丹波支援学校（きょうとふりつ たんばしえんがっこう）は、京都府南丹市にある府立特別支援学校。

## 交通アクセス
- JR西日本 山陰本線 八木駅 から徒歩約30分
- 京都縦貫自動車道 八木東インターチェンジ から車で約5分

## 設置学部
- 小学部
- 中学部
- 高等部
- その他
  - 自立活動（機能訓練、言語訓練、療育指導）

## 歴史
- 1977年（昭和52年）9月10日 - 口丹波地区新設養護学校開設準備室を開設。
- 1978年（昭和53年）4月1日 - 養護学校開設。
- 1981年（昭和56年）4月1日 - 京都府立丹波養護学校亀岡分校が開設。
- 2011年（平成23年）4月1日 - 学校名を「京都府立丹波支援学校」に変更。

## 通学区域
- 亀岡市
- 南丹市
- 京丹波町